# Māori Television
Māori Television – nowozelandzki kanał telewizyjny. Został uruchomiony w 2004 roku. Nadaje treści w językach angielskim i maoryskim.